# Coupe du monde des clubs de la FIFA 2029
Navigation
États-Unis 2025 2033
La Coupe du monde des clubs de la FIFA 2029 est la 22e édition de la Coupe du monde des clubs de la FIFA et la deuxième à être disputée par 32 clubs des six confédérations continentales. Elle se déroulera en juin et juillet 2029.

## Sélection du pays hôte
Plusieurs pays ont déjà posé leur candidature à l'organisation de la compétition.
Après le succès populaire de la Coupe du monde féminine 2023, le président de la Fédération d'Australie de football, James Johnson, annonce que l'Australie sera candidate pour l'organisation de la Coupe d'Asie féminine 2026 et de la Coupe du monde des clubs de la FIFA 2029,.
Lors d'une réunion tripartite à Lisbonne entre les fédérations du Maroc, du Portugal et de l'Espagne, Fouzi Lekjaa annonce que les trois pays seraient prêts à organiser la compétition en préparation de la Coupe du monde 2030. La fédération marocaine avait originellement imaginé une candidature en solo.
En décembre 2024, la FIFA annonce considérer d'attribuer la seconde édition de la compétition sous ce nouveau format aux États-Unis avec l'espoir de décrocher des sponsors américains et de permettre à la fédération de poursuivre ses efforts marketing dans le pays.
Durant la Coupe du monde des clubs 2025, le président de la Confédération brésilienne de football (CBF), Samir Xaud, a informé que le Brésil déposait sa candidature pour accueillir la deuxième édition de ce tournoi. Le président de la FIFA Gianni Infantino a été ravi de la nouvelle et s'est montré attentif à la proposition de Samir Xaud. 

## Format de la compétition
La compétition devrait réunir 32 équipes : 12 de l'UEFA, 6 de la CONMEBOL, 4 de l'AFC, 4 de la CAF, 4 de la CONCACAF, 1 de l'OFC ainsi qu'une équipe du pays hôte, en adéquation avec l'édition précédente.
Au premier tour, les 32 équipes sont réparties en huit groupes de quatre. Au sein de chaque groupe toutes les équipes s'affrontent à une reprise. Les deux premiers de chaque groupe se qualifient pour les huitièmes de finale. Ensuite, des huitièmes de finale jusqu’à la finale, tous les matchs sont à élimination directe. Comme en 2025, il ne devrait pas y avoir de match pour la troisième place.

## Mode de qualification
La FIFA devrait utiliser le même mode de qualification que lors de l'édition précédente pour cette édition :
- pour les confédérations à plus de quatre places (UEFA et CONMEBOL) : les quatre derniers vainqueurs de la principale compétition interclubs et les équipes supplémentaires sélectionnées au regard de leur place au classement des clubs de la confédération au cours de la même période de quatre ans ;
- pour les confédérations disposant de quatre places (AFC, CAF et CONCACAF) : les vainqueurs des quatre dernières éditions de la principale compétition interclubs ;
- pour la confédération disposant d’une place (OFC) : le club le mieux classé parmi les vainqueurs de la principale compétition interclubs au cours de la période de quatre ans (2025-2028) ;
- pour le pays hôte : le club qui prendra la place allouée au pays hôte sera déterminé ultérieurement.

Certaines restrictions s'appliquent :
- si un club remporte au moins deux éditions de la principale compétition interclubs de sa confédération au cours de la période 2025-2028, un classement des clubs établi sur la base de critères sportifs servira à déterminer l’autre ou les autres clubs participant(s) ;
- une limite de deux clubs par pays sera appliquée, sauf lorsque plus de deux clubs du même pays remportent la principale compétition interclubs de la confédération concernée sur la période de quatre ans en question.

## Clubs qualifiés
| Club                       | Qualification                                                            | Date de qualification | Meilleure performance | Part. |      |
| UEFA                       | UEFA                                                                     | UEFA                  | UEFA                  | UEFA  | UEFA |
| -------------------------- | ------------------------------------------------------------------------ | --------------------- | --------------------- | ----- | ---- |
| Paris Saint-Germain        | Vainqueur de la Ligue des champions 2024-2025                            | 31 mai 2025           | Finaliste (2025)      | 2e    |      |
|                            | Vainqueur de la Ligue des champions 2025-2026                            | 30 mai 2026           |                       |       |      |
|                            | Vainqueur de la Ligue des champions 2026-2027                            |                       |                       |       |      |
|                            | Vainqueur de la Ligue des champions 2027-2028                            |                       |                       |       |      |
|                            | 1er club éligible au classement Europe sur 4 ans.,                       |                       |                       |       |      |
|                            | 2e club éligible au classement Europe sur 4 ans,                         |                       |                       |       |      |
|                            | 3e club éligible au classement Europe sur 4 ans,                         |                       |                       |       |      |
|                            | 4e club éligible au classement Europe sur 4 ans,                         |                       |                       |       |      |
|                            | 5e club éligible au classement Europe sur 4 ans,                         |                       |                       |       |      |
|                            | 6e club éligible au classement Europe sur 4 ans,                         |                       |                       |       |      |
|                            | 7e club éligible au classement Europe sur 4 ans,                         |                       |                       |       |      |
|                            | 8e club éligible au classement Europe sur 4 ans,                         |                       |                       |       |      |
| CONMEBOL                   |                                                                          |                       |                       |       |      |
|                            | Vainqueur de la Copa Libertadores 2025                                   | 29 novembre 2025      |                       |       |      |
|                            | Vainqueur de la Copa Libertadores 2026                                   |                       |                       |       |      |
|                            | Vainqueur de la Copa Libertadores 2027                                   |                       |                       |       |      |
|                            | Vainqueur de la Copa Libertadores 2028                                   |                       |                       |       |      |
|                            | 1er club éligible au classement Amérique du Sud sur 4 ans,               |                       |                       |       |      |
|                            | 2e club éligible au classement Amérique du Sud sur 4 ans,                |                       |                       |       |      |
| AFC                        |                                                                          |                       |                       |       |      |
| Al-Ahli FC                 | Vainqueur de la Ligue des champions 2024-2025                            | 3 mai 2025            | -                     | 1re   |      |
|                            | Vainqueur de la Ligue des champions 2025-2026                            | 2 mai 2026            |                       |       |      |
|                            | Vainqueur de la Ligue des champions 2026-2027                            |                       |                       |       |      |
|                            | Vainqueur de la Ligue des champions 2027-2028                            |                       |                       |       |      |
| CAF                        |                                                                          |                       |                       |       |      |
| Pyramids FC                | Vainqueur de la Ligue des champions 2024-2025                            | 1er juin 2025         | -                     | 1re   |      |
|                            | Vainqueur de la Ligue des champions 2025-2026                            |                       |                       |       |      |
|                            | Vainqueur de la Ligue des champions 2026-2027                            |                       |                       |       |      |
|                            | Vainqueur de la Ligue des champions 2027-2028                            |                       |                       |       |      |
| CONCACAF                   |                                                                          |                       |                       |       |      |
| CF Cruz Azul               | Vainqueur de la Coupe des champions 2025                                 | 1er juin 2025         | Quatrième (2014)      | 2e    |      |
|                            | Vainqueur de la Coupe des champions 2026                                 |                       |                       |       |      |
|                            | Vainqueur de la Coupe des champions 2027                                 |                       |                       |       |      |
|                            | Vainqueur de la Coupe des champions 2028                                 |                       |                       |       |      |
| OFC                        |                                                                          |                       |                       |       |      |
|                            | 1er vainqueur d'une Ligue des champions au classement Océanie sur 4 ans. |                       |                       |       |      |
| Confédération à déterminer |                                                                          |                       |                       |       |      |
| H                          |                                                                          |                       |                       |       |      |